# Diethard Klante
Diethard Klante (* 3. Januar 1939 in Oeslau, Landkreis Coburg) ist ein deutscher Filmregisseur und Drehbuchautor.

## Leben
Diethard Klante studierte in München Theaterwissenschaften und Germanistik. Er arbeitete dann als Regieassistent an den Münchner Kammerspielen und bei Fernsehproduktionen u. a. mit Dietrich Haugk. Ab 1969 war er als Autor und Regisseur von Fernsehspielen, Hörspielen und Dokumentarfilmen aktiv. Er schuf Adaptionen von Romanen Jurek Beckers, Stefan Heyms (Die Frau des Architekten, 2004), Herman Bangs (Ein herrlicher Tag, 1976) und Martin Walsers (Ohne einander, mit Jürgen Prochnow und Franziska Walser, 2007) und schrieb unter anderem das Drehbuch zu Peter Beauvais’ Fernsehfilm Deutschstunde nach dem Roman von Siegfried Lenz. Daneben drehte er auch Dokumentarfilme wie Zuversichtliche Unternehmung (1987) und Zivilcourage (2013) über die Besetzung der Stasizentrale in Erfurt 1989. Klantes 1976 geborene Tochter Johanna Klante ergriff den Schauspielberuf. Er besetzte sie 2002 für die Titelrolle des ZDF-Thrillers Hannas Baby.

## Filmografie (Auswahl)
- 1969: Es lebe der Tod (Fernsehfilm)
- 1971: Wer kennt diesen Mann? (Fernsehfilm)
- 1971: Nachricht aus Colebrook (Fernsehfilm)
- 1972: Freizeitraum, Bau 2 (Fernsehfilm)
- 1973: Blitzlicht (Fernsehfilm)
- 1976: Ein herrlicher Tag (Fernsehfilm)
- 1979: Lauter anständige Menschen (Fernsehfilm)
- 1979: Aktion Abendsonne (Fernsehfilm)
- 1980: Defekte (Fernsehfilm)
- 1981: Kameraden (Fernsehfilm)
- 1982: Die Frau im rosa Mantel (Fernsehfilm)
- 1982: Schlaflose Tage (Fernsehfilm)
- 1983: Hauptsache: Leben… (Fernsehfilm)
- 1986: Betrogene Liebe (Fernsehfilm)
- 1988: Die Gunst der Sterne (Fernsehfilm)
- 1989: Ekkehard (Fernsehserie)
- 1992: Die Angst wird bleiben (Fernsehfilm)
- 1995: Der Verräter (Fernsehfilm)
- 1996: Die Nacht hat 17 Stunden (Fernsehfilm)
- 1997: Hollister (Fernsehfilm)
- 1997: Ein todsicheres Ding (Fernsehfilm)
- 1998: Mein Kind muß leben (Fernsehfilm)
- 1999: Schwarzes Blut (Fernsehfilm)
- 1999: Die Rache der Carola Waas (Fernsehfilm)
- 1999: Tödliche Schatten (Fernsehfilm)
- 2001: Nicht ohne dich (Fernsehfilm)
- 2002: Im Chaos der Gefühle (Fernsehfilm)
- 2002: Hannas Baby (Fernsehfilm)
- 2004: Die Frau des Architekten (Fernsehfilm)
- 2004: Ich will laufen! Der Fall Dieter Baumann (Fernsehfilm)
- 2006: Tod einer Freundin (Fernsehfilm)
- 2007: Ohne einander (Fernsehfilm)

## Hörspiele
- 1969: Wolfgang Röhrer: Die Teilruine (Regie) (Original-Hörspiel – BR)
- 1971: Angelika Mechtel: Niederlage eines Ungehorsamen oder Der Fall Wolfgang M. (Regie) (Originalhörspiel – BR/SWF)
- 1977: Diethard Klante: Stichwort: Mediengesellschaft: Aktion Abendsonne (Regie) (Originalhörspiel, Science-Fiction-Hörspiel – HR)
  - Auszeichnung: Hörspiel des Monats Dezember 1977